# Vinež
Vinež är en ort i Kroatien.   Den ligger i länet Istrien, i den västra delen av landet, 170 km sydväst om huvudstaden Zagreb. Vinež ligger 216 meter över havet och antalet invånare är 1 169.
Terrängen runt Vinež är huvudsakligen kuperad, men den allra närmaste omgivningen är platt.  Närmaste större samhälle är Labin, 1,1 km öster om Vinež. I omgivningarna runt Vinež växer i huvudsak blandskog.